# Hesperaloe malacophylla
Hesperaloe malacophylla är en sparrisväxtart som beskrevs av Fritz Hochstätter och Mart.-aval. Hesperaloe malacophylla ingår i släktet Hesperaloe och familjen sparrisväxter. Inga underarter finns listade i Catalogue of Life.

## Bildgalleri

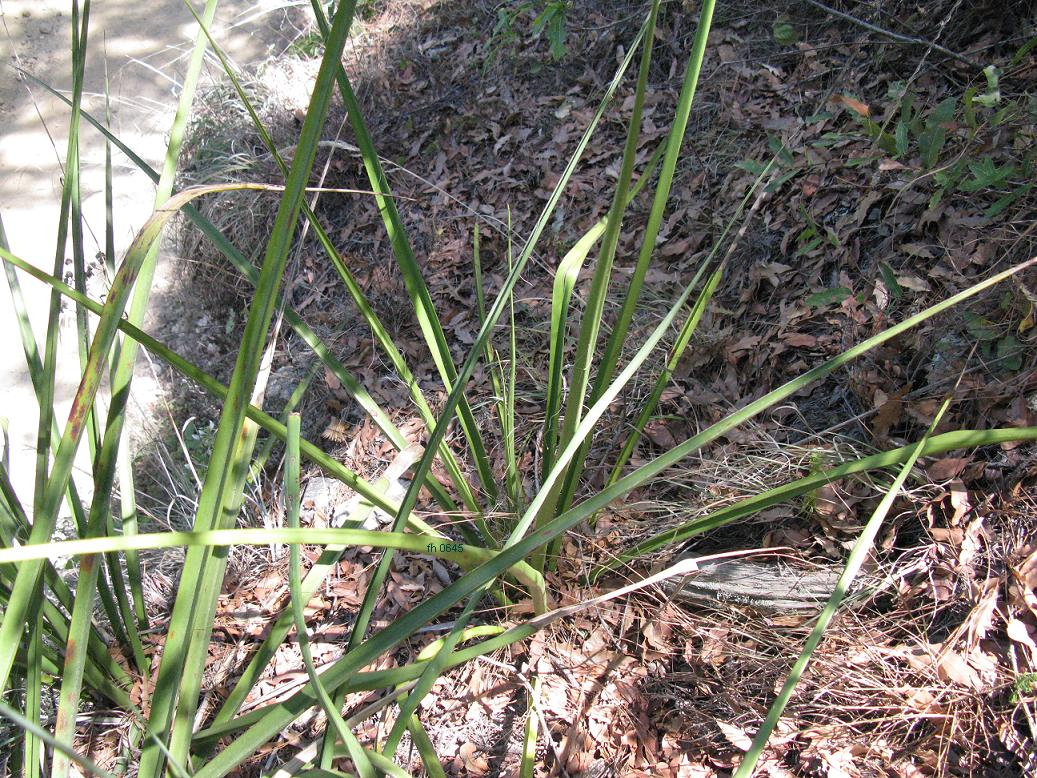